# Trofeo Alfredo Binda-Comune di Cittiglio 2017
19. edycja kobiecego wyścigu kolarskiego Trofeo Alfredo Binda-Comune di Cittiglio, która odbyła się 19 marca 2017 roku w gminie Cittiglio we Włoszech. Zwyciężczynią została Amerykanka Coryn Rivera, wyprzedzając Kubankę Arlenis Sierra oraz Dunkę Cecilie Uttrup Ludwig.
Był to trzeci w sezonie wyścig cyklu UCI Women’s World Tour, będącym serią najbardziej prestiżowych zawodów kobiecego kolarstwa.

## Wyniki
| M-ce | Imię i nazwisko       | Kraj              | Drużyna             | Czas       |
| ---- | --------------------- | ----------------- | ------------------- | ---------- |
| 1.   | Coryn Rivera          | Stany Zjednoczone | Team Sunweb         | 3h 25' 26" |
| 2.   | Arlenis Sierra        | Kuba              | Astana Women's Team | + 0"       |
| 3.   | Cecilie Uttrup Ludwig | Dania             | Cervélo–Bigla       | + 0"       |
| 4.   | Chantal Blaak         | Holandia          | Boels Dolmans       | + 2"       |
| 5.   | Elena Cecchini        | Włochy            | Canyon–SRAM         | + 2"       |
| 6.   | Annemiek van Vleuten  | Holandia          | Orica-Scott         | + 2"       |
| 7.   | Eugenia Bujak         | Polska            | BTC City Ljubljana  | + 2"       |
| 8.   | Katarzyna Niewiadoma  | Polska            | WM3 Pro Cycling     | + 2"       |
| 9.   | Elisa Longo Borghini  | Włochy            | Wiggle High5        | + 2"       |
| 10.  | Ashleigh Moolman      | Południowa Afryka | Cervélo–Bigla       | + 2"       |
|      |                       |                   |                     |            |
| 38.  | Małgorzata Jasińska   | Polska            | Cylance Pro Cycling | + 55"      |
| DNF  | Anna Plichta          | Polska            | WM3 Pro Cycling     | -          |